# Верьовкін-Рахальський Микола Андрійович
Микола Андрійович Верьовкін-Рахальський (23 листопада 1893, Біленьке, Олександрівський повіт, Катеринославська губернія, Російська імперія — 22 квітня 1984, Москва) — радянський воєначальник, генерал-лейтенант (1940). Начальник Військової академії імені М. В. Фрунзе (1937–1939 та 1941–1944) та Військового інституту КДБ при РМ СРСР(1954–1958).

## Біографія
Народився 1893 року в родині військового. Його батько, представник старого дворянського роду та військовий у третьому поколінні, служив у генерала М. Д. Скобелєва.
Із дитячого віку навчався в Оренбурзькому кадетському корпусі. Закінчив його у 1911 році, вступивши до Київського військового училища, яке закінчив у 1913 році. Із 1914 по 1917 рік брав участь у Першій світовій війні. Останнє звання отримане в Російській імператорській армії — штабс-капітан.
У липні 1918 року вступив до Червоної армії, призначений командиром і військкомом 1-го Ферганського стрілецького полку. Воював на Туркестанському фронті Громадянської війни в Росії. Із квітня 1919 року начальник Ферганських військово-інструкторських курсів. Із грудня 1919 року — командир 2-ї Туркестанської стрілецької дивізії, з червня 1920 року — комендант і начальник гарнізону Ташкента, з грудня 1920 року — начальник 1-ї Бухарської військової школи.
Після закінчення Громадянської війни ще кілька років брав участь у боях проти басмачів у Середній Азії. Із серпня по грудень 1921 року — начальник польового штабу Туркестанського фронту і одночасно заступник командувача радянськими військами в Бухарі. Із грудня 1921 року служив у військовому комісаріаті Бухарської Народної Радянської Республіки: начальник штабу військового назира, із квітня 1922 по серпень 1924 року — заступник військового назира Бухарської НСР, в 1923 році деякий час виконував посаду військового назира республіки. За активну участь у бойових діях проти басмачів нагороджений орденом Червоного Прапора РРФСР та орденами Червоного Півмісяця І та ІІ ступенів Бухарської народної радянської республіки. Академічної військової освіти не мав.
Із серпня 1924 року служив у Північно-Кавказькому військовому окрузі: помічник начальника відділу бойової підготовки штабу округу, з травня 1925 року — помічник командира 22-ї Краснодарської стрілецької дивізії, з жовтня 1926 року — командир 74-ї Таманської стрілецької дивізії.
Із листопада 1931 року направлений до Військової академії РСЧА імені М. В. Фрунзе, де служив спочатку викладачем тактики, а з жовтня 1936 року — начальником кафедри і курсу, з жовтня 1936 року одночасно — заступником начальника академії. Після арешту начальника академії командарма 2-го рангу А. І. Корка з травня 1937 до 1939 року тимчасово виконував обов'язки начальника академії. Потім знову був заступником начальника академії.
У серпні 1941 року знову призначений начальником академії, цього разу був начальником упродовж трьох років. Із листопада 1941 року по грудень 1943 року академія була евакуйована до міста Фрунзе (Киргизька РСР). Це був період, коли війна зажадала від начальника радикальної перебудови навчального процесу з метою прискореної підготовки командирів. Академія перейшла з трирічного навчання на скорочені терміни (4 місяці), в академії постійно проводились наукові сесії та конференції. Наприкінці війни за визначні успіхи у підготовці офіцерських кадрів для Червоної армії академія була нагороджена орденом Суворова І ступеня.
Із липня 1944 року — заступник командувача військами Ленінградського фронту Маршала Радянського Союзу Л. О. Говорова, брав участь у Німецько-радянській війні. Особисто брав участь у Нарвській та Талліннській наступальних та Моонзундській десантній операції, у блокаді Курляндського угруповання німецьких військ у Курляндії.
Коли завершилася війна і фронт у липні 1945 року був перетворений на Ленінградський військовий округ, генерал-лейтенант М. А. Верьовкін-Рахальський служив заступником командувача військового округу, з 1951 року — заступник командувача військ Сибірського військового округу. У грудні 1954 року призначений начальником Військового інституту МВС СРСР. Із квітня 1957 року — начальник Військового інституту КДБ при Раді міністрів СРСР імені Ф. Е. Дзержинського.
У червні 1958 року звільнений у відставку.
Помер у 1984 році в Москві .

## Нагороди
- 2 ордени Леніна (…, 21.02.1945)
- Орден Жовтневої Революції
- 4 ордена Червоного Прапора (20.03.1926[6], 7.12.1943, 3.11.1944, 20.06.1949)
- Орден Богдана Хмельницького І ступеня (29.06.1945)
- Орден Кутузова ІІ ступеня (05.10.1944)
- Орден Червоної Зірки (5.02.1939)
- Ордена Червоного Півмісяця І (28.02.1922) та ІІ (21.02.1925) ступенів (Бухарська Народна Радянська Республіка)
- інші медалі СРСР
- «Почесний співробітник держбезпеки» (31.12.1957)

## Праці
- Верёвкин-Рахальский Н. А. Мои 90 лет. — М.: Триада, Лтд, 2000. — 254 с. — (Юбилейная серия «Полководцы России»). — ISBN 5-86344-120-8.